# Bottsand
Bottsand ist ein Naturschutzgebiet an der Kieler Außenförde mit einer Größe von 91 Hektar und besteht seit 1939. Es liegt im Kreis Plön auf dem Gebiet der Gemeinde Wendtorf jeweils rund einen Kilometer vom Ortskern von Wendtorf und Stein entfernt.
Es handelt sich um einen durch küstenparallelen Transport von Sand und Kies entstandenen Nehrungshaken mit natürlichem Strand, verschiedenen Dünenstadien, Salzwiesen und Röhricht sowie um das binnenseitige Bodden-Flachwasser, in dem sich ein Windwatt ausgebildet hat. Die maritime Tierwelt besteht unter anderem aus Brandgänsen (Tadorna tadorna), Zwergseeschwalben (Sterna albifrons), Sandregenpfeifern (Charadrius hiaticula) und Mittelsägern (Mergus serrator). Das Naturschutzgebiet wird vom Naturschutzbund Deutschland (NABU) betreut, der dort auch eine Naturstation mit einer Ausstellung betreibt.